# Municipio de Fredericksburg
El municipio de Fredericksburg (en inglés: Fredericksburg Township) es un municipio ubicado en el condado de Chickasaw en el estado estadounidense de Iowa. En el año 2010 tenía una población de 932 habitantes y una densidad poblacional de 10,02 personas por km².

## Geografía
El municipio de Fredericksburg se encuentra ubicado en las coordenadas 42°56′34″N 92°8′12″O / 42.94278, -92.13667. Según la Oficina del Censo de los Estados Unidos, el municipio tiene una superficie total de 93.01 km², de la cual 93 km² corresponden a tierra firme y (0,01 %) 0,01 km² es agua.

## Demografía
Según el censo de 2010, había 932 personas residiendo en el municipio de Fredericksburg. La densidad de población era de 10,02 hab./km². De los 932 habitantes, el municipio de Fredericksburg estaba compuesto por el 97 % blancos, el 0,11 % eran afroamericanos, el 0,21 % eran amerindios, el 0,11 % eran asiáticos, el 1,72 % eran de otras razas y el 0,86 % eran de una mezcla de razas. Del total de la población el 2,9 % eran hispanos o latinos de cualquier raza.